# マッテオ・トレンティン
マッテオ・トレンティン（Matteo Trentin、1989年8月2日 - ）は、イタリア、ボルゴ・ヴァルスガーナ出身の自転車競技（ロードレース）選手。

## 経歴
2017年、ブエルタ・ア・エスパーニャにてステージ5勝をあげるが、総合優勝のクリストファー・フルームがスプリントに参戦したため、ポイント賞のマイヨプントスの獲得には至らなかった。
2018年、ミッチェルトン・スコットに移籍。
ヨーロッパ選手権にイタリアチームで出場し、先行グループでのスプリントを制しヨーロッパチャンピオンのタイトルを獲得した。
2020年、CCCチームに移籍。
2021年、UAE チーム・エミレーツに移籍。

## 主な戦績

### 2007年
- イタリア選手権・シクロクロス ジュニア部門 優勝

### 2011年
- イタリア選手権 U23個人ロードレース 優勝
- グラン・プレミオ・デッラ・リベラツィオーネ 優勝
- トロフェオ・アルチーデ・デガスペーリ 優勝

### 2012年
- フレヘム・クルス 優勝

### 2013年
- ツール・ド・フランス
  - 第14ステージ 優勝

### 2014年
- ツール・ド・スイス 区間1勝（第6ステージ）
- ツール・ド・フランス 区間1勝（第7ステージ）

### 2015年
- E3ハレルベーク 3位
- ツアー・オブ・ブリテン 区間1勝（第6ステージ）
- パリ〜ツール 優勝

### 2016年
- ジロ・デ・イタリア　区間優勝（第18ステージ）
- ツール・ド・ワロニー　ポイント賞（第4ステージ優勝）
- ツール・ド・レン　ポイント賞（第1ステージ優勝）

### 2017年
- ブエルタ・ア・ブルゴス　区間優勝（第2ステージ）
- ブエルタ・ア・エスパーニャ　区間優勝（第4,10,13,21ステージ）

### 2018年
- ヨーロッパ選手権　 優勝（ロードレース）

### 2019年
- ボルタ・ア・ラ・コムニタ・バレンシアナ　区間優勝（第2ステージ）
- ブエルタ・ア・アンダルシア　区間優勝（第2, 5ステージ）
- ツール・ド・フランス 区間優勝（第17ステージ）
- ツアー・オブ・ブリテン  ポイント賞（第2ステージ優勝）
- トロフェオ・マッテオッティ 優勝
- 世界選手権自転車競技大会ロードレース  2位
- ツール・ド・フランスさいたまクリテリウム　ポイント賞

### 2021年
- トロフェオ・マッテオッティ 優勝

### 2022年
- ル・サミン 優勝
- ツール・ド・ルクセンブルク  ポイント賞（第2ステージ優勝）
- ジロ・デル・ヴェネト 優勝

### 2024年
- ツール・ド・ワロニー  総合優勝、 ポイント賞（第4ステージ優勝）